# Blåsut, Vänersborg

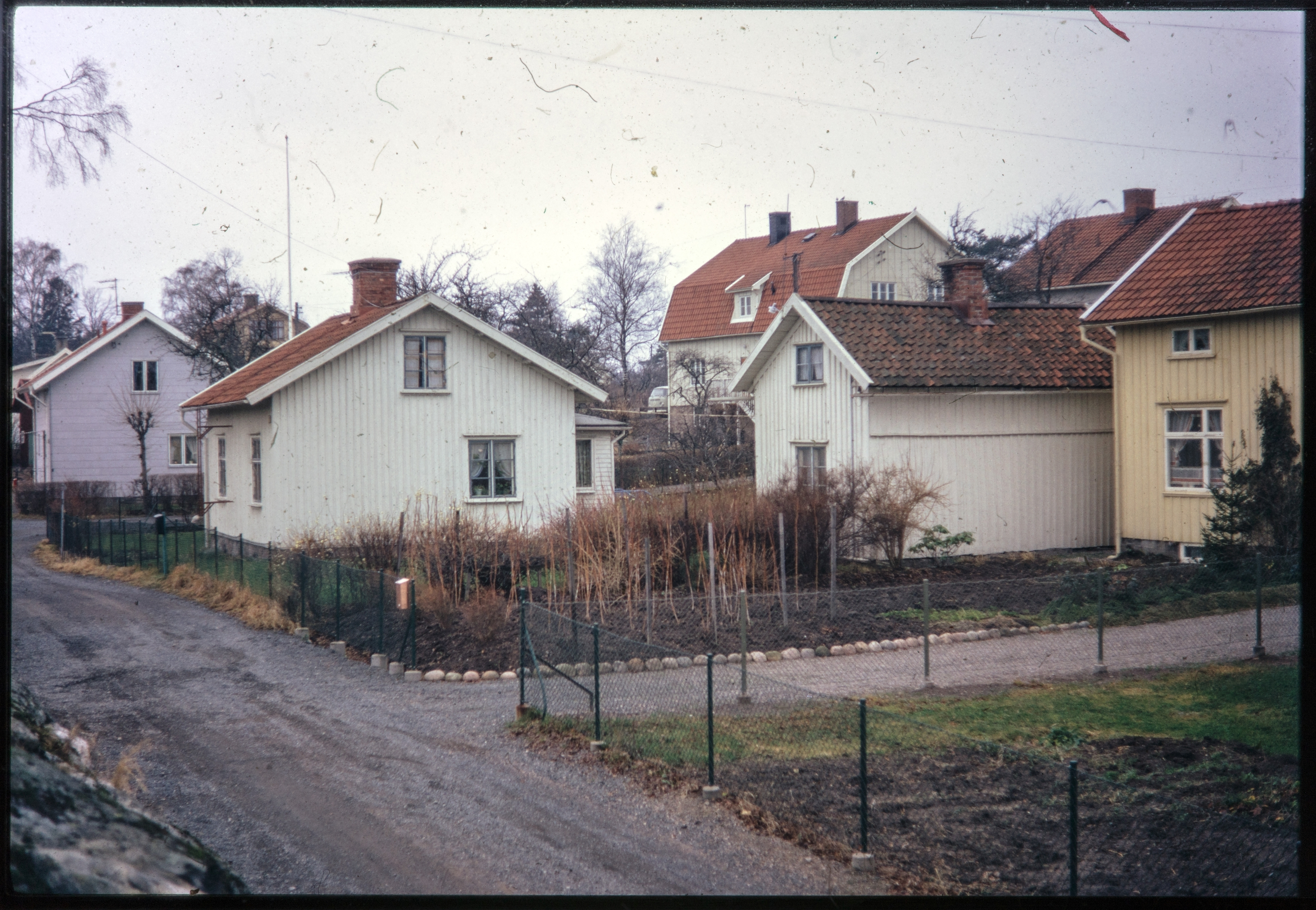
Gamla vägen i Blåsut, 1972

Blåsut är en stadsdel i Vänersborg, som ligger 1,5 km väster om Vänersborgs centrum. Blåsut hade 2006 drygt 2.400 invånare.
Blåsut är ett relativt glest bebyggd område. Blåsut är också det område som har högst medelinkomst i kommunen (2006).